# 15. Flak-Division
La 15. Flak-Division (15e division de Flak) est une division de lutte antiaérienne de la Luftwaffe allemande au sein de la Wehrmacht durant la Seconde Guerre mondiale.

## Historique
La 15. Flak-Division est mise sur pied le 1er mars 1942 à Ploiești à partir de la Stab/Flak-Brigade III.
En mai 1942, la division est transférée dans le sud de la Russie avec son quartier-général à Marioupol, en support à la 17. Armee. Plus tard, en octobre 1942, elle est en support à la 1. Panzer-Armee au cours des opérations dans le Caucase avec son quartier-général à Maïkop.
Au cours des opérations de 1943/44 dans le sud de la Russie et de la Bessarabie en Roumanie, elle est en support du Groupe d'armées Sud Ukraine, et plus tard du Groupe d'armées Sud.
Le Stab/Flak-Regiment 104 (mot.) rejoint la division en décembre 1943, tandis que le Stab/Flak-Regiment 153 (mot.) la quitte en janvier 1944.
Le Stab/Flak-Regiment 7 (mot.) est transférée vers la 17. Flak-Division en avril 1944, et ma Stab/Flak-Regiment 12 (mot.) rejoint la division en juin 1944.
Le Stab/Flak-Regiment 133 rejoint la division en juillet 1944.
Le Stab/Flak-Regiment 104 (mot.) quitte la division en novembre 1944.
En septembre 1944, elle absorbe les restes des unités de la 5. Flak-Division, et se retire en Hongrie où elle reste jusqu'à la fin de la guerre dans la région de Stuhlweissenburg.

## Commandement
| Début            | Fin              | Grade           | Nom                                  |
| ---------------- | ---------------- | --------------- | ------------------------------------ |
| 1er mars 1942    | 9 novembre 1942  | General         | Gerhard Hoffmann                     |
| 10 novembre 1942 | 15 avril 1944    | Generalleutnant | Eduard Muhr                          |
| 15 avril 1944    | 29 août 1944     | Oberst          | Hans Simon                           |
| 29 août 1944     | 9 septembre 1944 | Oberst          | Ernst Jansa (en)                     |
| 9 septembre 1944 | 15 janvier 1945  | Generalmajor    | Theodor Herbert                      |
| 15 janvier 1945  | 19 janvier 1945  | Oberst          | T. Peters                            |
| 20 janvier 1945  | 8 mai 1945       | Generalmajor    | Hans-Wilhelm Doering-Manteuffel (en) |
| ? 1945           | ? 1945           | Oberst          | Rittner (par intérim)                |

### Chef d'état-major (Ia)
| Début           | Fin    | Grade | Nom              |
| --------------- | ------ | ----- | ---------------- |
| ? 1942          | ? 1943 | Major | Kurt Bundt       |
| 10 janvier 1944 | ? 1945 | Major | Leopold Schaeben |

## Organisation

### Rattachement
| Début          | Fin            | Commandement      |
| -------------- | -------------- | ----------------- |
| 1er mars 1942  | Septembre 1944 | I. Flakkorps (de) |
| Septembre 1944 | Novembre 1944  | Luftflotte 4      |
| Novembre 1944  | Mai 1945       | V. Flakkorps (de) |

### Unités subordonnées
Formation le 1er mars 1942 :
Organisation d'octobre 1942 :
- Stab/Flak-Regiment 4
- Stab/Flak-Regiment 7
- Stab/Flak-Regiment 104
- Luftnachrichten-Abteilung 135

Organisation du 1er novembre 1943 :
- Stab/Flak-Regiment 4 (mot.)
- Stab/Flak-Regiment 153 (mot.)
- Stab/Flak-Regiment 7 (mot.)
- Luftnachrichten-Betriebs-Kompanie 135

Organisation du 1er mars 1944 :
- Stab/Flak-Regiment 4 (mot.)
- Stab/Flak-Regiment 7 (mot.)
- Stab/Flak-Regiment 104 (mot.)
- Luftnachrichten-Betriebs-Kompanie 135

Organisation du 1er septembre 1944 :
- Stab/Flak-Regiment 4 (mot.) à Iași
- Stab/Flak-Regiment 12 (mot.) à Constanța et Galați
- Stab/Flak-Regiment 104 (mot.) à Romanesti
- Stab/Flak-Regiment 133 (mot.) à Klausenburg et Arad
- Luftnachrichten-Betriebs-Kompanie 135

### Livres
- Georges Bernage & François de Lannoy, Dictionnaire historique de la Luftwaffe et de la Waffen-SS, Éditions Heimdal, 1998
- (de) Karl-Heinz Hummel:Die deutsche Flakartillerie 1935 - 1945 - Ihre Großverbände und Regimenter, VDM Heinz Nickel, 2010